# Dracula: Povestea nespusă
Dracula: Povestea nespusă (titlu original: Dracula Untold) este un film american și nord-irlandez de fantezie întunecată și de acțiune din 2014 regizat de Gary Shore (debut regizoral). Rolurile principale au fost interpretate de actorii Luke Evans (rolul principal și titular), Sarah Gadon și Dominic Cooper (în roluri secundare). Spre deosebire de romanul din 1897 al romancierului irlandez Bram Stoker, filmul prezintă poveste reimaginată și fictivă a lui Vlad Țepeș și transformarea acestuia în Contele Dracula.

## Distribuție
- Luke Evans ca Vlad Țepeș, omul care a devenit mitologicul Conte Dracula
- Sarah Gadon ca Mirena/Mina, soția lui Vlad
- Dominic Cooper ca Mahomed al II-lea
- Art Parkinson ca Îngeraș, fiul lui Vlad / Dracula
- Charles Dance ca Stăpânul Vampirilor, cel care-l transformă pe Vlad în vampir.
- en:Charlie Cox
- William Houston - Cazan
- Ferdinand Kingsley ca Hamza Bei
- Noah Huntley - Căpitanul Petru
- Paul Kaye ca Fratele Lucian
- Zach McGowan ca Shkelgim, conducătorul țiganilor
- Ronan Vibert ca Simion "Înțeleptul"
- Diarmaid Murtagh ca Dumitru
- Thor Kristjansson ca Bright Eyes, un fost sclav, asasin înrolat în armata otomanilor
- Joseph Long ca Ömer

## Continuare
La 2 octombrie 2014, la premiera în Marea Britanie, producătorul Alissa Phillips a dezvăluit că este posibil ca filmul să aibă o continuare.